# Església de Sant Joan de Saldus
L'església de Sant Joan de Saldus, es troba a la ciutat de Saldus a Letònia, va ser dedicada oficialment a Sant Joan Evangelista el 27 d'agost de 1900, després d'una llarga història d'ús i segles de reconstruccions.

## Història
- La primera església de fusta va ser construïda el 1461.
- El segon edifici, també de fusta, va ser construït el 1530 i després reformat el 1567.
- L'església de maçoneria va ser edificada entre 1614-1615 i finançada per Wilhelm Duke.
- La quarta església a Saldus va ser aixecada l'any 1737 al turó on es troba l'església actual, va tenir una reforma el 1825, sofrint la seva demolició el 1898.
- La cinquena i actual església va realitzar el seu disseny l'arquitecte Wilhelm Neumann. La construcció es va portar a terme des de 1898 fins a 1899 i va costar 19.700 rubles. Quant es va completar el temple va ser dedicat en honor de Sant Joan Evangelista. Wilhelm Neumann també va dissenyar el Museu d'Art Nacional de Letònia a Riga i la mansió Jaunsvente Manor al municipi de Daugavpils.

### Darreres modificacions
L'església va ser reformada el 1938 per un import de 15.000 lats. L'artista Ansis Bērziņš va dirigir la renovació de l'interior i el mobiliari. L'exèrcit alemany en retirada el 1944 va bombardejar la torre i va danyar el sostre. Es va construir una torre de fusta provisional durant els anys 1945-1946.
La demolició de la torre temporal va començar el 13 de juny de 1981, i la construcció de la nova torre va començar deu dies més tard. L'arquitecte de Saldus Edgars Krūmiņš va dissenyar la torre i V. Krivans va fer el gall del penell a la part superior de la torre. L'església reformada va ser novament dedicada l'1 d'agost de 1982. Les tombes subterrànies es van obrir i es va fer una investigació durant una renovació de 1995, quan es va instal·lar la calefacció radial per terra de l'edifici. La façana de l'església també va ser novament renovellada l'any 2006.